# ダーク・バイオレッツ
『ダーク・バイオレッツ』は三上延が執筆した日本のライトノベル。イラストは1巻のみ成瀬ちさと、2巻以降はGASHIN。電撃文庫（メディアワークス）より2002年6月から2004年3月まで全7巻が刊行された。

## あらすじ
幽霊を見ることができる「紫の目」を持つ神野明良は、幽霊に触ることができる「紫の手」を持つ御厨柊美に出会う。神岡町に現れる「常世の怪物」を協力して倒していく二人だったが、だんだんと柊美の体調が悪くなっていき……。

## 登場人物
神野明良（じんのあきら）
神岡北高校の二年生で、この世の物ではない存在を見る事のできる「紫の右目」を持つ。常に近寄りがたい雰囲気を漂わせている。
御厨柊美（みくりやとうみ）
神岡北高校の三年生で、この世の物ではない存在に触れる事のできる「紫の右手」を持つ。右手には常に手袋をはめている。常世の者を倒すことのできる紫の銃は「右手」を持つ彼女でしか撃てない。しかし紫の銃は撃つために生命力を必要とするため、一発撃つごとに体調が悪化する。
高木千紗（たかぎちさ）
この世の物ではない存在が出す音を聞く事のできる「紫の右耳」を持っている。冷めた性格。読書好き。明良達に協力している。
神野道蔵（じんのどうぞう）
明良の祖父で、明良と同じ「紫の右目」を持っていた。「紫の者」きっての切れ者と言われていた。
御厨菊乃（みくりやきくの）
柊美の祖母で、柊美と同じ「紫の右手」を持っていた。道蔵の事を慕っていた。
山内栄一（やまうちえいいち）
幽霊を従わせる事のできる声を出す「紫の喉」と、幽霊に触れる事のできる紫色の親指を持つ。かつて影取によって両目を潰された過去を持つ。
影取（かげとり）
紫の右手、右耳、右目を持っていた最後の精強なる「紫の者」。明良、柊美、千紗の曾祖父に当たる人物で、「紫の銃」の制作者。
紫の者としては破格の能力を持っており、素手で常世の怪物を引き裂くことができるほどだった。しかしその後常世に染まり物語最強の敵として明良達と対峙することになる。
神野岬（じんのみさき）
神岡北高校の二年生で、考える事より先に行動してしまう事が多い。明良の事が好きで、柊美に対して複雑な感情を持っている。
岡内陽太（おかうちようた）
神岡北高校の二年生で、岬の幼馴染み。外見に似合わずのんびりした性格。岬の事が好きで告白したものの、見事にフラれた。

## 設定用語
「紫の者」
長きに渡り「常世の怪物」に対抗してきた一族。「最初の紫の者」と人間との混血で、世代を経るにつれ劣化を繰り返してきている。人間というよりは「常世の怪物」に近く、勘の鋭い人間には「紫の者」の血を引いているかどうか分かるようである。影取曰く「常世の霧に『赤い本』の叡智を注ぎ込まれて作られた一族」。
「最初の紫の者」
数百年前に神岡町に現れた、「紫の者」の父祖。本名は「じゅすへる」で、「中天にて十相の位を与えられし、闇の天狗を束ねる王」。その死体は闇の神岡町の教会に安置されているが、外見は怪物。「紫の者」の「目」や「骨」は常世の霧を払う力があるが、「最初の紫の者」の「目」や「骨」はその中で最も強い力を持っている。
「常世の霧」
「常世」から「常世の門」を通じて流れ出している黒い霧で、死者の願望を形にしたり、幽霊や生物を「常世の怪物」にする力を持っている。
「赤い本」
闇の神岡町にある教会の、「紫の者」の骨に囲まれた部屋に安置されている。常世にあるため人間では辿り着けず、「紫の者」の骨に囲まれているため「常世の怪物」も近づく事ができないため、事実上「紫の者」（それも人間との混血）でなければ「赤い本」を見ることすらできない。「赤い本」には全ての知識が蓄えられており、その者が魂から望む情報を一つだけ得る事ができる（しかし、具体的な質問をしなければ、あまりの膨大な情報量のため自我が消されてしまう）。「赤い本」から得られる情報は確かに真実だが、必ず負の要素も含まれている（影取は「自身と一族の未来」の情報を得、子孫である明良・柊美が常世の怪物と闘うことを知ったが、自分自身が常世の怪物になることは分からなかった）。

## 既刊一覧
- 三上延（著）・成瀬ちさと（1巻イラスト）・GASHIN（2 - 7巻イラスト）、メディアワークス〈電撃文庫〉、全7巻
  - 『ダーク・バイオレッツ』、2002年6月10日発売[1]、ISBN 978-4840221160
  - 『ダーク・バイオレッツ2 闇の絵本』、2002年11月10日発売[2]、ISBN 978-4840222143
  - 『ダーク・バイオレッツ3 常世虫』、2003年4月10日発売[3]、ISBN 978-4840223195
  - 『ダーク・バイオレッツ4 死者の果実』、2003年4月10日発売[4]、ISBN 978-4840224086
  - 『ダーク・バイオレッツ5 針の小箱』、2003年10月10日発売[5]、ISBN 978-4840224925
  - 『ダーク・バイオレッツ6 常世長鳴鳥』、2003年11月10日発売[6]、ISBN 978-4840225144
  - 『ダーク・バイオレッツ7 神の書物』、2004年3月10日発売[7]、ISBN 978-4840226363